# 라 체네렌톨라

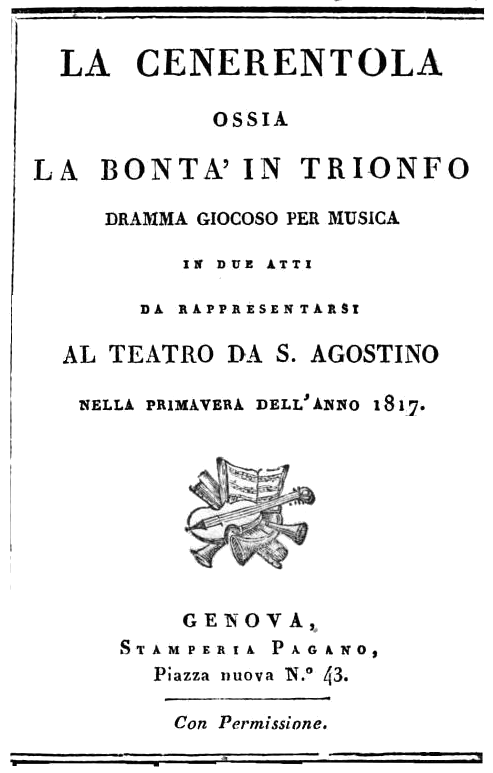

《라 체네렌톨라》(이탈리아어: La Cenerentola)는 조아키노 로시니가 작곡한 2막 6장의 오페라 부파이다. 샤를 페로의 동화 신데렐라와 같은 주제의 다른 대본들을 기초로, 자카보 페레치가 이탈리아어 대본은 완성하였다. 1817년 1월 25일, 로마의 발레 극장에서 초연되었다.
로시니는 《세비야의 이발사》가 성공을 거둔 다음해, 25살이 되었을 때, 이 오페라를 작곡하였다. 《라 체네렌톨라》는 3주 만에 완성되었고, 독창 부분과 앙상블으로, 그의 정제된 작품 중 하나라 평가된다.
초연에서 이 오페라는 부정적인 반응을 얻었지만, 곧 이탈리아와 그 외의 국가에서 인기를 얻게 되었다. 1820년의 런던과 1826년에는 뉴욕에서 공연되었다. 19세기 대부분 동안,《라 체네렌톨라》의 인기는《세비야의 이발사》의 것과 견주었지만, 콜로라투라 콘트랄토 가수가 드물어지면서, 이 작품은 일반 공연 레파토리에서 물러나게 되었다. 그러나 1970년대 이후, 로시니가 르네상스의 것을 즐긴 것처럼, 로시니 메조 소프라노들의 새 세대가 다시 새롭게 이 작품의 인기를 보장해주었다. 그 가수들에는 체칠리아 바르톨리, 에바 포델레쉬, 제니퍼 라모어, 캐서린 컬만, 조이스 디 다나토, 페데리카 폰 슈타테, 누리아 발렌티니 페라니, 수잔 마시, 베르난데테 쿨렌, 앤 머레이, 비비카 제노 등이 있다.
정기적으로 상연되며, 이 오페라의 수많은 음반들이 녹음되었다. Opera America에 따르면, 이 오페라는 11번째로 북미에서 많이 상연되는 오페라이다.
《라 체네렌톨라》에서 전통적인 동화 이야기가 일부 변경되었는데, 로시니는 현실주의자로 그의 오페라 안에서 마술 장면을 원하지 않았기 때문이다. 그는 동화 속의 계모와 마법사를 대신하여, 계부인 돈 마그니피소와 철학자 알리도로를 설정하였다. 계부가 친딸들을 감싸고, 의붓딸인 체네렌톨라를 구박하는 것으로 설정된다. 또한 동화는 유리구두로 왕자가 구두의 임자를 찾지만, 여기서는 팔찌로 체네렌톨라를 찾는다.

## 등장인물
- 안젤리카 - 체네렌톨라 (신데렐라) - (메조소프라노) / (콘트랄토)
- 라미로 왕자 - (테너)
- 단디니 (왕자의 집사 - (바리톤)
- 알리도로 철학자, 왕자의 전 가정교사 - (바리톤)
- 돈 마니피코 체네렌톨라의 계부 - bass
- 클로린다 돈 마니피코의 큰딸 - (소프라노)
- 티스베 돈 마니피코의 작은딸Tisbe (Don Magnifico's younger daughter) - (메조소프라노)
- 라미로 왕자 궁전의 가신들

## 줄거리
살레르노의 근교
돈 마니피코의 제멋대로인 딸들은 클로린다와 티스베로 매우 이기적이고, 자기 중심적인 성격의 소유자이다. 라미로 왕자와 그의 집사 단디니는 장소를 변경하여, 왕자의 사회적 신분때문이 아니라, 그를 그대로 사랑할 신부를 찾는다.
라미로가 집사로 변장을 하고, 단디니는 왕자로 변장한다. 돈 마니피코의 딸들인 두자매는 오만하게 그 "집사(라미로)"의 남편 자리의 제안을 거절한다. 후에 그가 다시 원래 왕자의 모습으로 돌아온 후, 그는 나중에 그들이 했던 말을 그대로 인용한다. 라미로와 단디니는 여전히 각자 변장하고 있을 때, 체네렌톨라는 "왕자"(단디니)에게 그녀는 그의 "집사"(왕자)를 사랑하고 있다고 말한다.

### 1막
- 1장: 몬테 피아스코네의 돈 마니피코 남작 저택의 거실.
- 2장: 궁전 안의 왕자의 작은 방.
- 3장: 호화로운 연회가 열리는 궁전의 객실.

### 2막
- 1장: 그날 밤 궁전 안의 방.
- 3장: 살레르노의 왕궁의 넓은 방.
- 2장: 다시 돈 마니피코 남작 저택의 난로가 있는 방.

## 유명한 아리아
이젠 슬프지 않아요(Non piu mesta)
반드시 찾아내고야 말겠다 (Si, Ritrovarla lo Giuro)

## 같이 보기
- 쥘 마스네의 오페라 상드리용